# Wilhelm Jahn (Offizier)

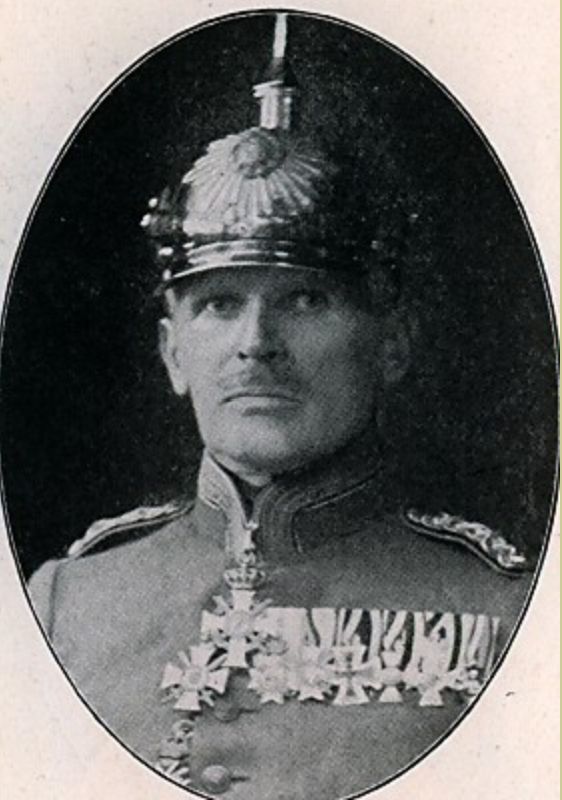
Wilhelm Jahn, vor 1917

Wilhelm Jahn (* 22. April 1866 in Zwickau; † 21. Dezember 1924 in Dresden) war ein deutscher Offizier und preußischer Generalleutnant.

## Leben

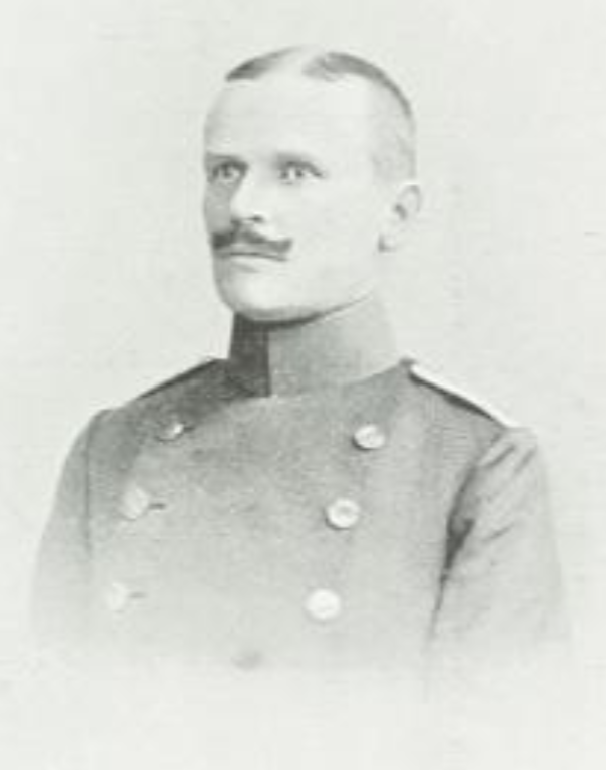
Wilhelm Jahn in als Generalstabsoffizier in jüngeren Jahren

Jahn trat am 10. Juni 1887 als Fahnenjunker in das Karabinier-Regiment (2. Schweres Regiment) der Sächsischen Armee ein, wurde dort am 27. Januar 1888 zum Fähnrich ernannt sowie am 22. September 1888 zum Sekondeleutnant befördert. Vom 1. Oktober 1890 bis 21. Juli 1893 folgte eine Kommandierung zur Preußischen Kriegsakademie und vom 1. April 1894 bis 30. März 1896 zum Großen Generalstab nach Berlin. In der Zwischenzeit hatte man ihn am 20. September 1894 zum Premierleutnant befördert. Vom 22. September 1897 war Jahn dann Adjutant der 3. Kavallerie-Brigade Nr. 32 in Dresden. Mit der Beförderung zum Rittmeister am 19. September 1900 versetzte man ihn in die Zentralstelle des Generalstabes. Hier verblieb Jahn bis 27. Oktober 1904 und wurde zwischenzeitlich vom 22. März 1902 für ein Jahr wieder zum Großen Generalstab kommandiert. Anschließend fungierte er als Eskadronchef in seinem Stammregiment. Am 1. Oktober 1905 kam er dann in gleicher Funktion in das 3. Ulanen-Regiment Nr. 21 „Kaiser Wilhelm II., König von Preußen“. Vom 16. Juni 1907 bis 21. Oktober 1909 war Jahn Erster Generalstabsoffizier der 4. Division Nr. 40 und im Anschluss daran beim XII. (I. Königlich Sächsisches) Armee-Korps. Zwischenzeitlich zum Major befördert (seit 22. Mai 1908), wurde er am 8. August 1911 mit der Führung seines Stammregiments beauftragt und mit der Beförderung zum Oberstleutnant am 8. Dezember 1913 zum Kommandeur ernannt.
Mit Ausbruch des Ersten Weltkriegs und der Mobilmachung kam er mit dem Regiment an der Ostfront in Ostpreußen zum Einsatz. Dabei konnte er sich mehrfach auszeichnen und wurde durch König Friedrich August III. am 24. Februar 1916 mit dem Ritterkreuz des Militär-St.-Heinrichs-Ordens beliehen. Oberst (seit 28. September 1915) Jahn wurde dann am 1. August 1916 Kommandeur der 1. Kavallerie-Brigade Nr. 23 sowie am 18. Oktober 1918 zum Generalmajor befördert.
Nach Kriegsende in die Vorläufige Reichswehr übernommen, war Jahn ab 1. Oktober 1919 für ein Jahr Befehlshaber der Infanterie der Reichswehr-Brigade 12. Anschließend folgte seine Versetzung zum Stab der 2. Kavallerie-Division. Unter Verleihung des Charakters als Generalleutnant wurde Jahn am 15. Juni 1921 aus dem aktiven Dienst verabschiedet.

## Schriften
- Das Kgl. Sächs. Karabinier-Regiment. Heft 15 der Schriftfolge, Fortsetzung der Regimentsgeschichte von 1899, Verlag der Buchdruckerei der Wilhelm und Bertha v. Baensch Stiftung, Dresden 1924.